# Вердиева, Рахшанда Джафар кызы
Рахшанда Джафар кызы Вердиева (азерб. Rəxşəndə Cəfər qızı Verdiyeva; 1944, Шамхорский район — дата смерти неизвестна) — советский азербайджанский хлопкороб. Депутат Верховного Совета СССР 9-го и 10-го созывов (1974—1984).

## Биография
Родилась в 1944 году в селе Правда Шамхорского района Азербайджанской ССР (ныне село Кылычбейли Шамкирского района).
Начала трудовую деятельность в 1958 году колхозницей колхоза имени Ленина, с 1961 года — звеньевая хлопководческого звена колхоза имени Ленина Шамхорского района республики. 
Достигла высоких результатов при выполнении заданий по производству сельскохозяйственной продукции девятой (1971—1975) и десятой (1976—1980) пятилеток, получала высокие урожаи хлопка вплоть до 50 центнеров с каждого гектара обрабатываемого участка. Коллектив звена под руководством Вердиевой выполнил план девятой пятилетки к 1973 году, сдав за три года хлопка по норме всего пятилетнего плана.
Активно участвовала в общественно-политической жизни республики и Советского Союза. В 1971 году избрана депутатом Верховного Совета Азербайджанской ССР 8-го созыва от Ленинкендского избирательного округа № 345 Шамхорского района, член Комиссии по строительство и промышленности строительных материалов. В 1974 и 1979 годах избрана депутатом Совета Национальностей Верховного Совета СССР 10-го и 11-го созывов от Шамхорского избирательного округа № 222, избиралась членом Комиссии по делам молодёжи.
Именем Вердиевой названа улица в родном селе хлопкороба.